# Platyja crenulata
Platyja crenulata är en fjärilsart som beskrevs av Holloway 1976. Platyja crenulata ingår i släktet Platyja och familjen nattflyn. Inga underarter finns listade i Catalogue of Life.